# らくらくホン

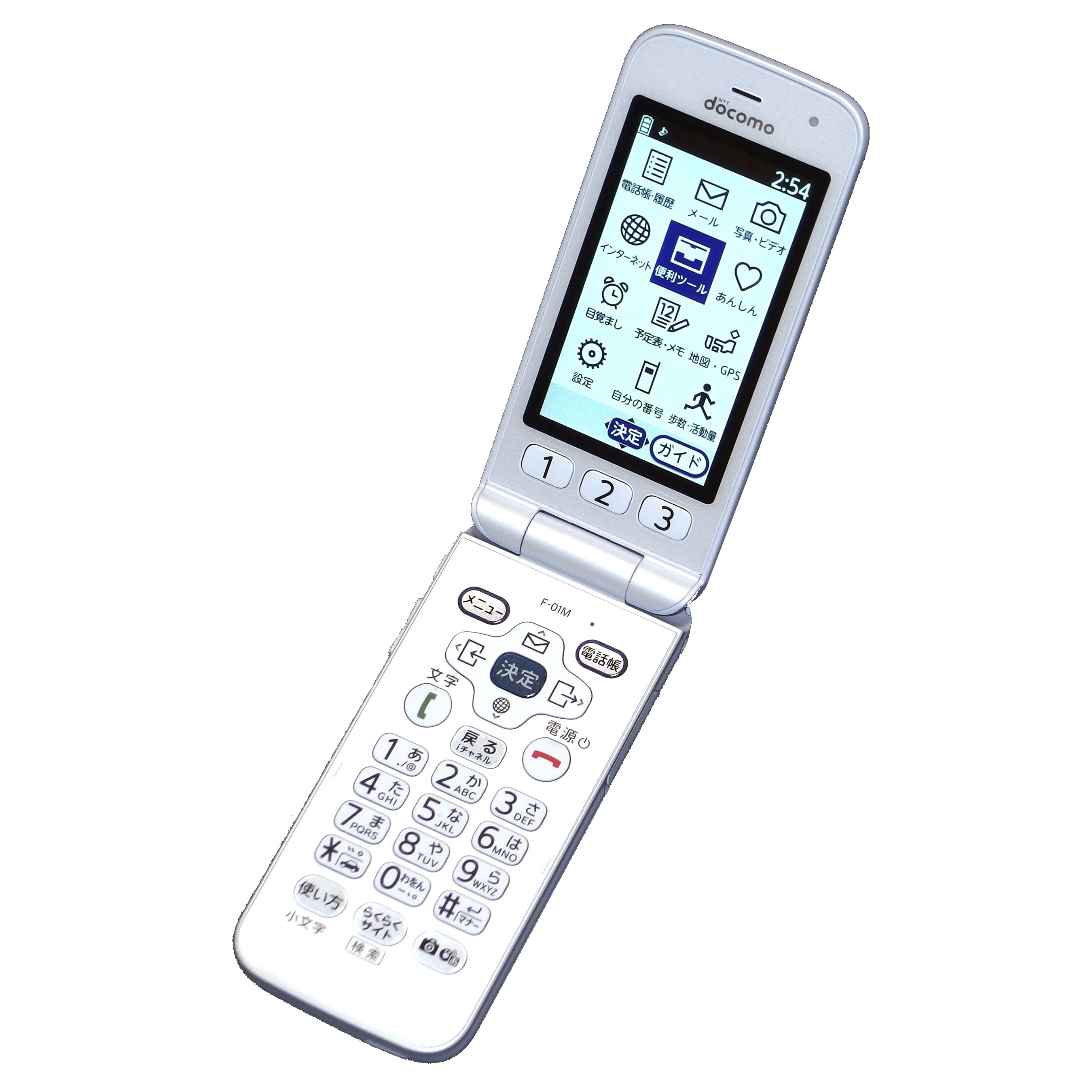
富士通「らくらくホン」の最終形態、「らくらくホン」F-01M（2019年発売）

らくらくホンは、NTTドコモの携帯電話端末製品のブランド名。
ドコモ らくらくホンとしてシリーズが展開されている。歴代モデルの多くは富士通グループが開発を手掛け、2025年現在は事業を継承した中国・レノボグループ傘下のFCNT合同会社である。そのため、モトローラ・モビリティが開発して、製造している。
2012年以降、フィーチャーフォンからガラホやスマートフォンに開発の主軸が移っている。

## 概要

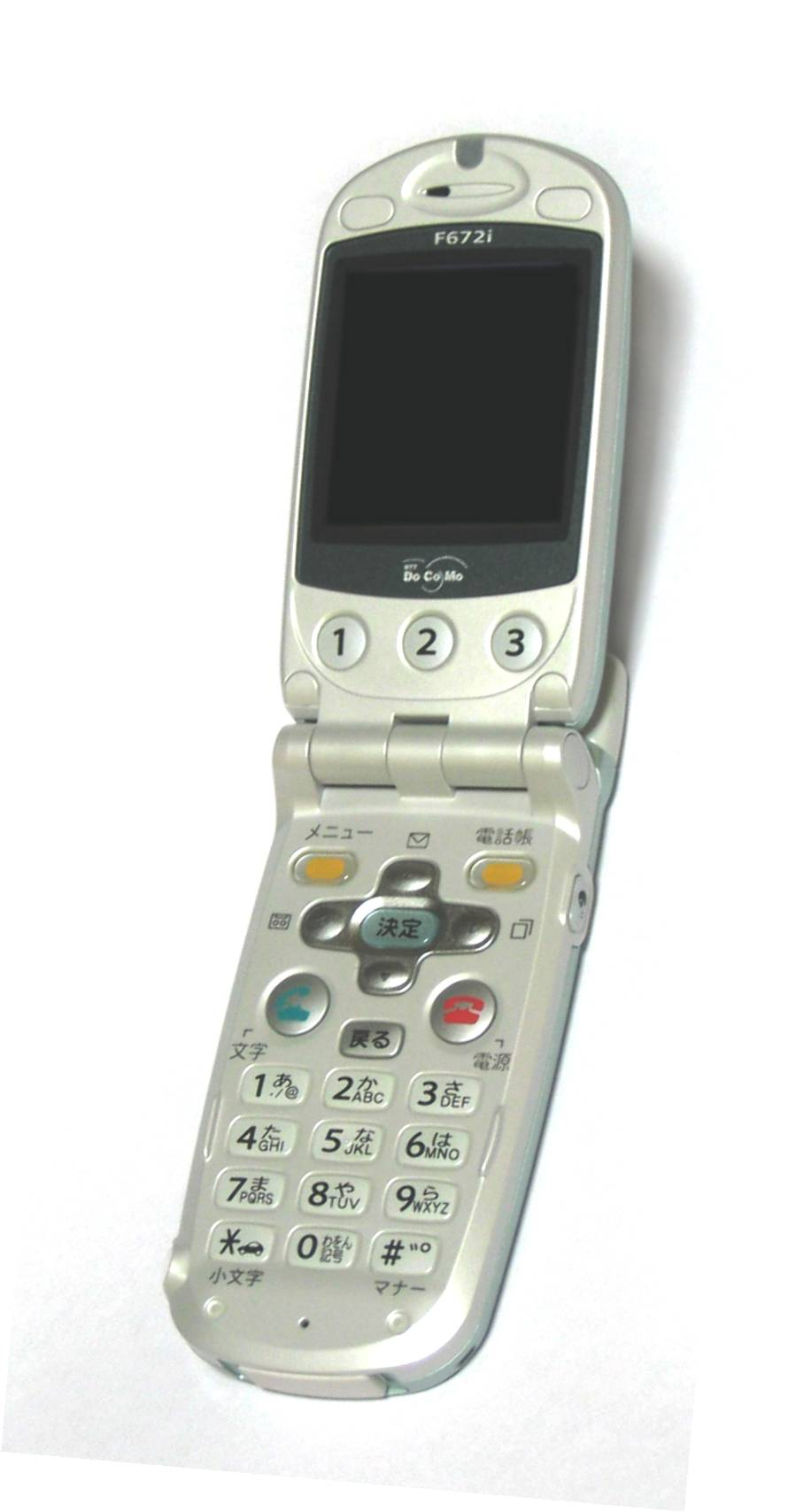
「らくらくホンIII」mova F672i（2003年発売）。四半期ごとにケータイの新モデルが発売される日進月歩の時代に、発売から3年にわたって売れ続け、毎年カラーバリエーションが出た。当時はまだ「らくらくホン」に「シニア向け」というイメージはなく、その使いやすさからあらゆる年代に支持を受けた

らくらくホンは、1999年からNTTドコモが展開する、1999年当時に携帯電話をまだ使ったことがない初心者や、当時の50代以上の高齢者層をターゲットに見据えた携帯電話端末シリーズである。主なターゲットの層だけでなく、万人に使いやすいようにと人間工学に基づき設計されたデザイン（ユニバーサルデザイン）・装備・機能が特徴である。具体的には、機能（スマホのアプリに相当）を基本的なもののみに絞り、ディスプレイやボタン(キー)の文字サイズを大きくし、ボタンの押し間違いを防ぐため凹凸を大きくするなどしている。
また、端末の販売だけで終わらず、販売後のサポートも厚く行うのが本製品の特徴である。ドコモは「らくらくホン」の電話によるユーザーサポート窓口「らくらくホンセンター」を運営しており、「らくらくホン」には「らくらくホンセンター」に電話がつながる「使い方」ボタン（「らくらくスマホ」の場合は「らくらくホンセンター」ボタン）が搭載されている。全国のドコモショップなどで、年配者の人にも携帯電話の操作になれてもらうため、らくらくホンを中心とした携帯電話教室（ドコモスマホ教室）を開催している。
「らくらくホン」「らくらくスマホ」シリーズは、FCNTが破綻する2023年までに累計3700万台以上が出荷される、富士通/FCNTの主力製品となった。NTTドコモの企画した「らくらくホン」のために実装された、富士通の「人間中心」の思想は、「ヒューマンセントリックエンジン」（HCE）としてスマートフォン向けに体系化され、「らくらくスマートフォン」に継承されたほか、arrowsシリーズなど「らくらくホン」シリーズ以外での富士通の携帯電話にも採用された。「はっきりボイス」や「ゆっくりボイス」などの機能は、あまり知られていないがarrowsにも初代より搭載されている。
ユーザビリティの為に他機種で一般的な機能をカットする一方で、2000年代当時、性能はむしろ一般的な他機種より高く、形状およびUIのデザインは無印良品で有名な原研哉が担当。2003年発売の「らくらくホンIII」では携帯電話としては世界初となる歩数計を搭載、2005年発売の「FOMAらくらくホンII」では携帯電話としては世界初となる「ゆっくりボイス」機能を搭載するなど、モデルチェンジのたびに他機種にはない先進的な機能を次々と搭載したことから、ケータイマニアからの注目度も高かった。
2000年代当時、音声読み上げ機能は高齢者だけでなく視覚障害者からの需要も高かった。2008年に日本でiPhoneが発売されるまで、ほとんどの操作までを読み上げる機能が他社の機種にはなかったため、日本の視覚障碍者の間では独占状態だった。なお、iPhoneは発売当初より「ユニバーサルデザイン」機能が充実しており、2010年頃には「らくらくホン」から乗り換える視覚障碍者が現れ始め、iPhoneと「らくらくホン」の「2強時代」に入るとの観測もあったが、本格的なスマホ時代になると「らくらくスマホ」はアプリがまともにインストールできないなど使い物にならず、ほとんどの人はiPhoneに乗り換えた。
2013年当時、「らくらくスマホ」は海外でも評価が高く、富士通はこれで海外市場進出を試みたことがあったが、本製品はハードとサービスが一体で、キャリアによるサポートを前提とする商品であるため、電電公社時代から電電ファミリーとして富士通と密接な関係があるドコモのようなサポートを海外のキャリアに期待することは難しく、フランスで1機種が販売されただけで終わった。
このほか、通話・メール専用機としてスマートフォンなどと併用するユーザー層にも軽量性や操作性の良さから一定の需要がある。

### 特徴

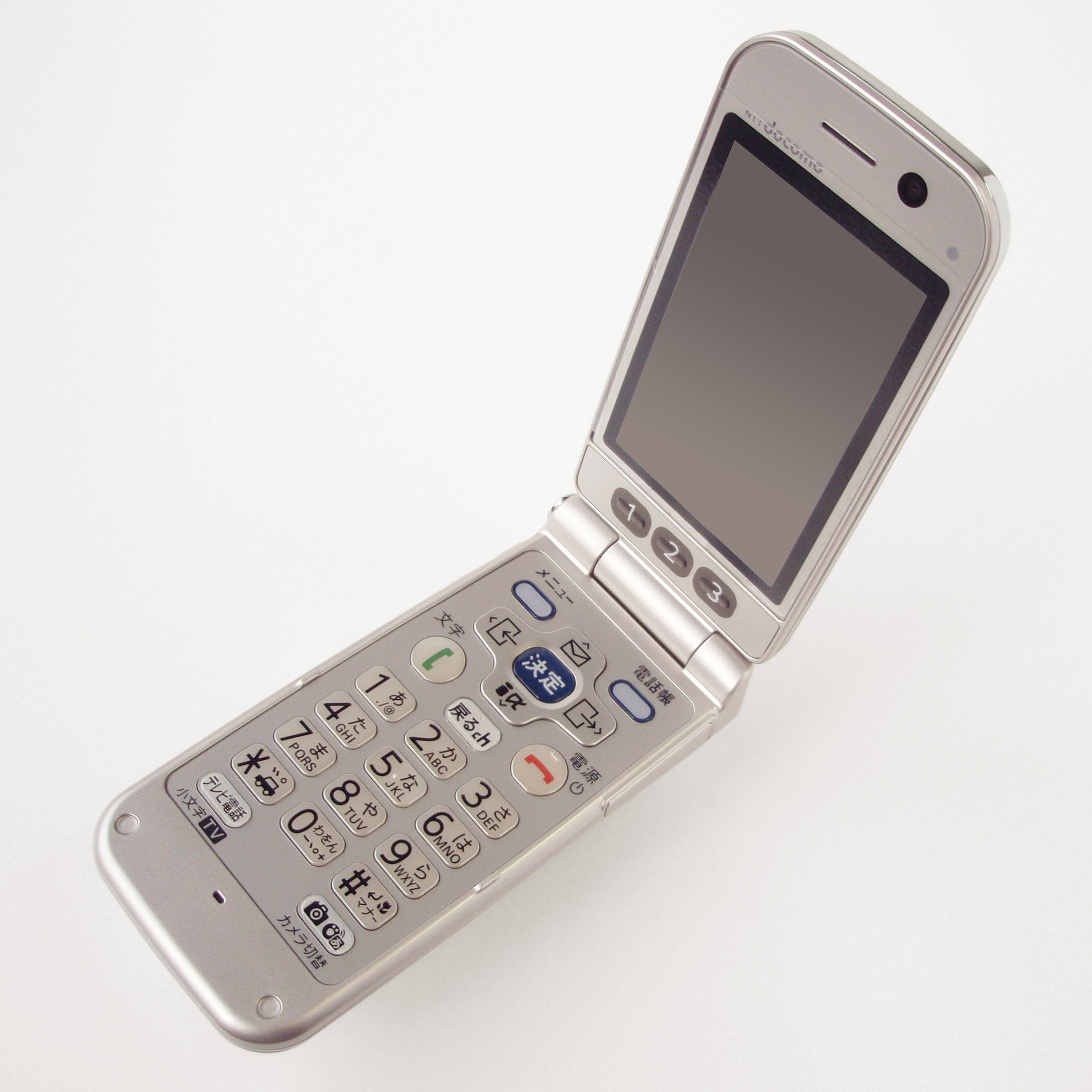
「らくらくホン6」F-10A（2009年発売）。IPX5/IPX7等級の防水、IP5X等級の防塵に対応。当時の個人向け携帯電話でこのレベルの防水防塵機能は珍しく、当時は毎年のモデルチェンジのたびに先進機能を次々と搭載した。他機種にないどころか「世界初」の機能も多かった

「ワンタッチダイヤルボタン」「読みやすい大きな文字」「押しやすい大きなボタン」が大きな特徴である。他の機種・キャリアにはない装備や機能として以下のような機能が搭載されている。
- ボリュームスイッチ - 携帯電話の側面に搭載された音量調節ボタン。本体の音量を調節するだけでなく、これを通話中に押すことで受話音量（相手の声の大きさ）を調節することができる。
- ワンタッチダイヤルボタン - 初代らくらくホン「P601es」（1999年発売）で搭載。携帯電話の前面に搭載されたボタン。これを押すと、事前に登録した相手にボタン一つで電話が掛けられる。
- 音声読み上げ機能 - 「らくらくホンII」（2001年発売）で搭載。メニューやメールなどの文章読み上げ機能があり、その機能を起動させるボタンが本体側面に独立して搭載されている。
- 歩数計機能 - 「らくらくホンIII」（2003年発売）で搭載。歩数のデータを指定した人に1日1回自動でメール送信機能のついた機種もある。
- 「はっきりボイス」機能 - 「FOMAらくらくホン」（2004年発売）で搭載。相手の声が聴きとりやすくなる。「FOMAらくらくホンIII」（2006年発売）以降では、本体に指向性マイクと無指向性マイクの2つを搭載し、指向性マイクで通話中の音声を拾いつつ、無指向性のマイクで周囲の騒音のノイズリダクションを行なう。クリアな音声を相手に伝えることができる。その後、相手の高音などをソフト上で上げることによって、騒音環境などでも相手の声が聴きとりやすくなる[4]。この機能は、周囲の騒音を検知すると自動的に起動し、その場合は着信音も大きくなる。さらに2007年発売の「らくらくホンIV」（2007年発売）以降では、相手の音声が小さい場合や自分の話す声が小さい場合に、自動的に音声自体を大きくする「スーパーはっきりボイス」機能を搭載。
- 「ゆっくりボイス」機能 - 「FOMAらくらくホンII」（2005年発売）で搭載。会話中の無音区間を調整することで、相手の声がゆっくり聞こえる。
- ワンタッチアラーム - 「FOMAらくらくホンII」（2005年発売）で搭載。本体裏面に搭載されたボタンを押すと、約100デシベルの大音量を発する。また、作動してから約30秒後、鳴らしていることを登録相手に音声電話を使って自動で通知する。
- あんしんの日本製 - 2024年まで、日本唯一の携帯電話製造工場であるジャパン・イーエム・ソリューションズ（JEMS）本社工場（旧・富士通周辺機本社工場、兵庫県加東市、当時はFCNTグループ）で製造されていた。2023年にFCNTグループが破綻した後、FCNTを中国レノボが買収したため、2024年以後の「らくらくホン」はレノボの中国工場で製造されている。なお、京セラの他キャリア向け端末「かんたんスマホ3」（「かんたんスマホ」シリーズ）もJEMSで製造されていたが、FCNTと同時に破綻したJEMSは京セラ連合が買収したため、引き続きJEMSで製造されている。

## 歴史

### 展開当初
1999年当時、20代から50代のビジネスマンを中心として携帯電話の普及が進んでいたが、まだ携帯電話を使ったことがない人は多かった。特に40代から60代の中高年世代にとっては、携帯電話の操作は極めて難解でとっつきにくく、普及率はぐっと下がった。30代の一般人においても「いろいろ操作が面倒だから通話しか使わない」という人も少なくなかった。しかも当時、携帯電話は高機能化により、操作がさらに難解になりつつあった。そのような時代背景を受け、「普通の電話（固定電話）と同じレベル」で携帯電話を使ってもらえるように、NTTドコモによって「らくらくホン」が企画された。つまり、当初は「シニア向け」にリリースされた製品ではなかった。
らくらくホンは松下通信工業（後のパナソニック モバイルコミュニケーションズ）が初代製品の開発を手がけ、1999年10月に初代製品「P601es」が発売された。
長押しすることで登録した電話番号に通話ができる「ワンタッチボタン」が初代機より搭載された。これは、初心者には携帯電話で発信の仕方すら解らず、通話を開始する時に押す「発信ボタン」、通話を終了する時に押す「終話ボタン」の概念も理解できないので、受話器を上げれば電話ができる・受話器を下ろせば電話が切れる固定電話と同じ感覚で携帯電話が扱えるように、操作手順を簡略化するべく搭載された。

### 富士通による展開

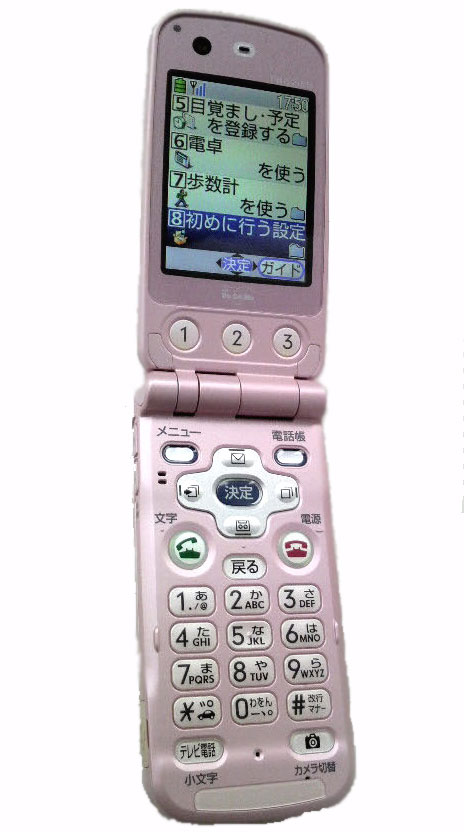
「FOMAらくらくホンIII」F882iES（2006年発売）。130万画素のメガピクセルCMOSカメラを搭載し、着うた・着モーションにも対応、iモードも使える。本製品の主なユーザーである携帯電話初心者の中高年層にも高機能を求める人は多く、高機能化には手を抜かなかった

松下の開発した初代期は、リリース直後に非常に売れる他の機種と違って「細く長く」売れたものの、あまり認知度が上がらず、そのまま月日がたった。そのためドコモは、次世代機の開発を富士通に持ち掛けた。
2001年、富士通はF503iをベースとして「らくらくホンII」F671iをリリースした。ドコモから「ユニバーサルデザインの観点で作りたい」と要望があり、「音声読み上げ機能」を搭載した。初心者だけでなく視覚障害者にとっても使いやすいと非常に好評で、その後のらくらくホンは富士通によって一年ごとにモデルチェンジが行われるようになった。
2001年発売の「らくらくホンII」でメールの送受信機能を搭載し、またiモードに対応。2002年発売の「らくらくホンIIS F671iS」で形状をフリップ式から折りたたみ式へ移行。2004年発売の「FOMAらくらくホン」よりmovaからFOMAへ移行し、またカメラを搭載。このように、初心者ユーザーのニーズを見極めながら、代を重ねる毎に機能を拡充させていった。
2003年発売の「らくらくホンIII」mova F672iは爆発的に売れ、2004年、2005年と二度にわたってカラーバリエーションが増やされた。
2006年発売の「FOMAらくらくホンIII」F882iESでは、ユーザーからの要望を汲む形で、130万画素のメガピクセルカメラを装備し、miniSDカードに対応。また、視聴覚障害者からの強い要望を汲む形で、かな漢字変換機能での変換候補の詳細読み上げ機能が搭載。この時期にはユーザー層が40代-60代の中高年層に固まりつつあったが、視聴覚障害者のユーザー層も特筆すべき点である。

### らくらくホンシンプル
多機能化されたらくらくホンは、当初の開発コンセプトからやや逸した状態にあった。そんな中、機能を音声通話のみに絞ったKDDI社のツーカーSが2004年に発売され、好評を得たという事実が、らくらくホンシリーズを再び基本に立ち戻らせた。そうして誕生したのが、2005年に三菱電機によって開発された通話のみに機能を絞ったシンプルな端末、らくらくホンシンプルであった。
ターゲットを「65歳以上の携帯を使ったことがないユーザー」とし、そのような層でも抵抗がないように固定電話の子機をイメージしたデザインにした。他キャリアのシンプル携帯と異なり、モノクロの液晶画面を備えているので、押した電話番号やかかってきた電話番号を確認できて便利だった。また、「引出電話帳」機能を搭載。電話機本体に物理的な紙の電話帳を収納可能で、電話機の下部をスライドして引き出すことができる。これを使って「ダイヤルスイッチ」に登録した相手の名前を思い出すことができた。
「らくらくホンシンプル」は、「らくらくホン」のラインナップやターゲットの幅を広げることに成功したと、ドコモに評価された。しかし三菱電機は2008年に携帯電話事業から撤退。三菱による「らくらくホン」の開発はこの1機種だけに終わった。

### 派生モデルの展開

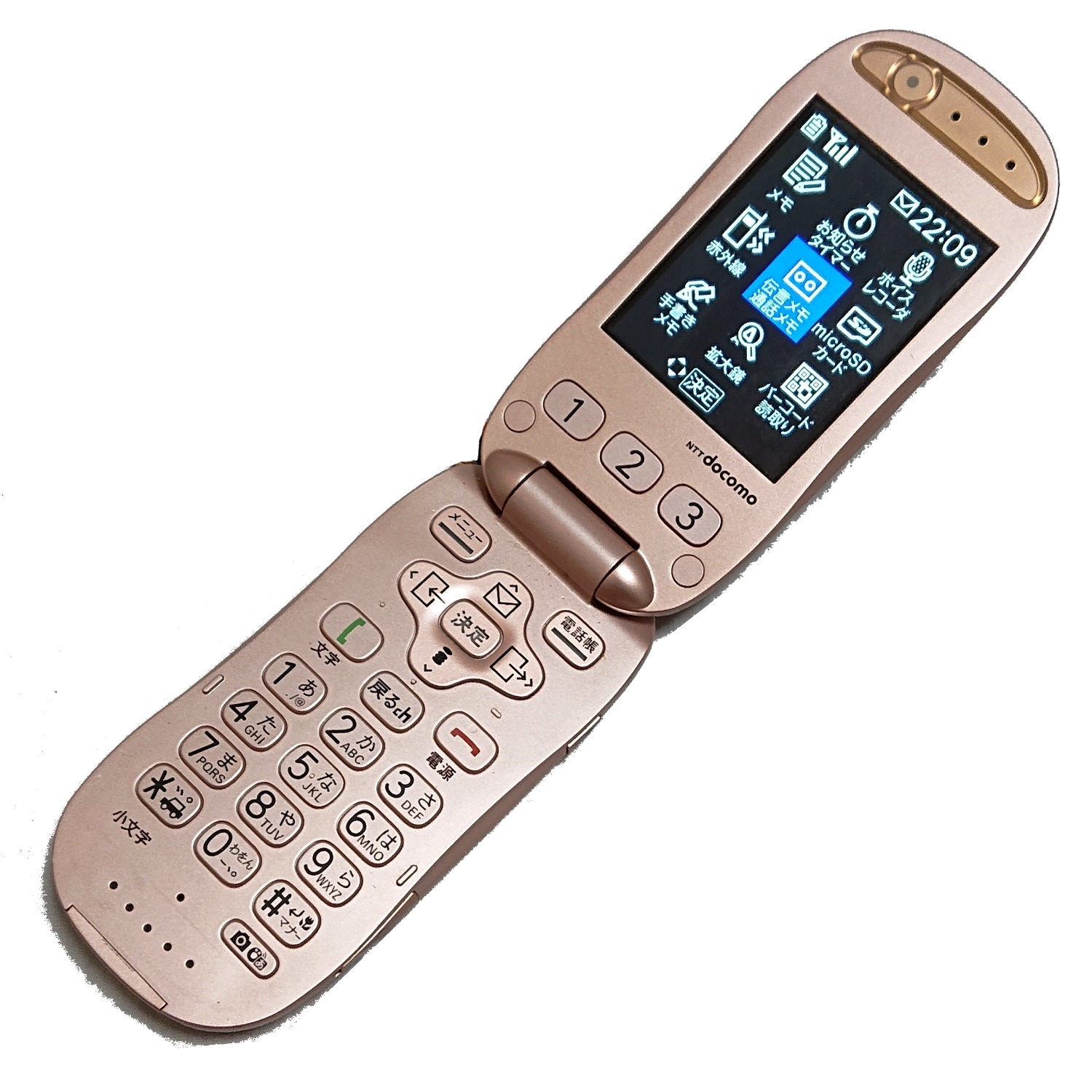
「らくらくホンベーシックII」F-07A（2009年発売）。らくらくホンのスタンダードモデルが高機能化する一方、機能と値段を抑えたシンプルなモデルも展開された

らくらくホンの販売台数は2008年2月末時点でシリーズ累計1,258万台に達した。その結果、一口に「シニア」と言っても需要のバリエーションが増えた。
シニア向けの端末市場が伸びるにつれ、もっと操作が簡単な機種が欲しいという声が上がった。そのため、らくらくホンをより簡単にした「ベーシック」のモデルを2007年より展開した。2007年発売の初代「らくらくホン ベーシック」のデザインは原研哉に依頼され、シニア向けと言ってもデザインにも手は抜かなかった。
一方、シニア層でも「新しいことにチャレンジしたい」というアクティブな欲求を持つ層もいた。そのため、高機能化した「プレミアム」のモデルも展開した。2008年発売の「らくらくホンプレミアム」は、「F905i」をベースとして、ワンセグやおサイフケータイなどにも対応。ただしその後、らくらくホンのスタンダードモデルが高機能化したことで、そちらに統合される形になった。
2009年には累計販売台数が1500万台を突破。「らくらくホン」の展開開始から10年を経て、この頃には「シニア向け」としてのブランドが完全に定着し、また30代や40代にもユーザーが広がっていた。

### 他社による盗用

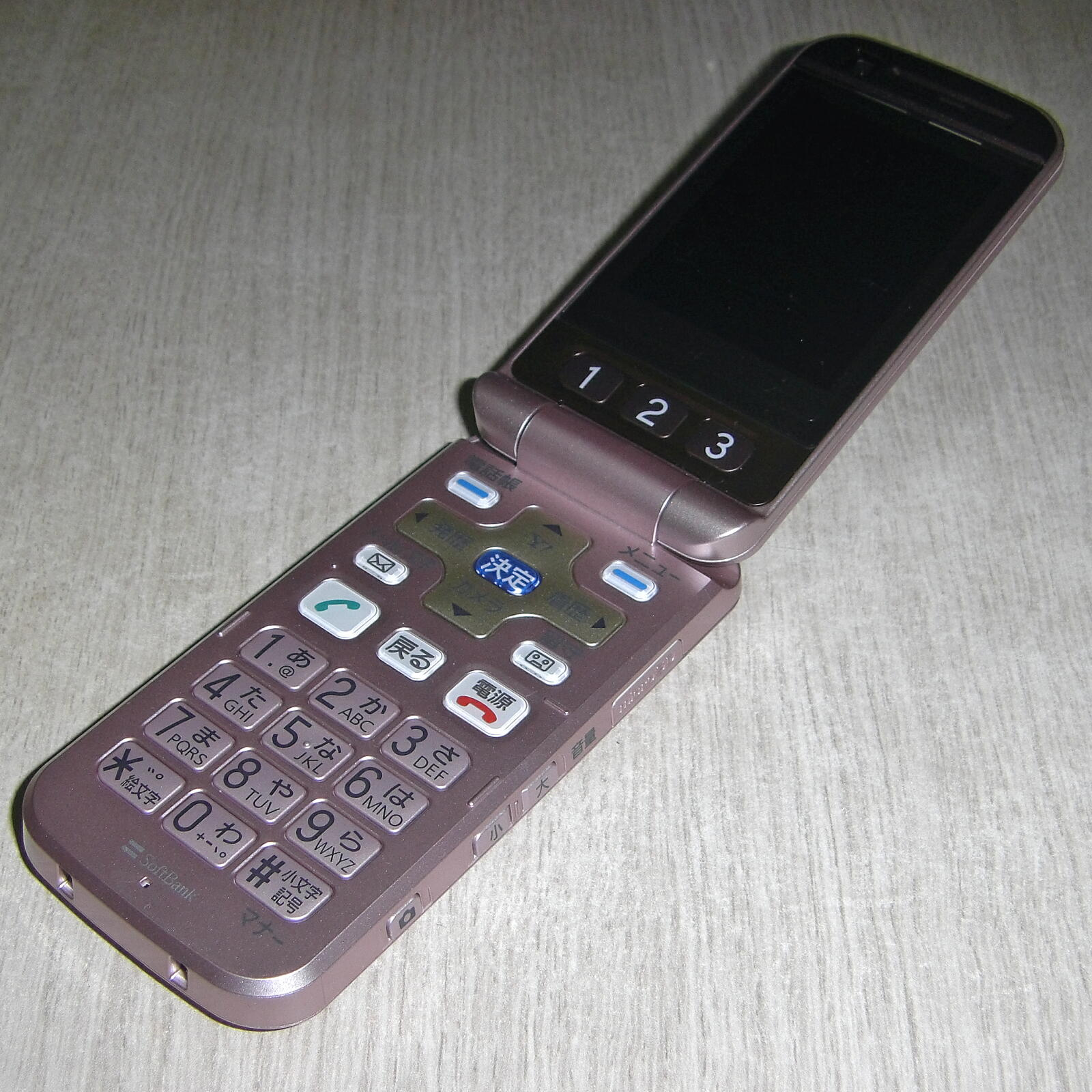
東芝/ソフトバンクが開発したSoftBank 821T（2009年）。ソフトバンク初のシニア向けケータイだが、ドコモ/富士通の「らくらくホンIII」に酷似しており、訴えられた。つまり、当時の「らくらくホン」は他キャリアに真似されるほどの人気を得た

らくらくホンが爆発的な人気になると、他キャリアも同様のコンセプトの製品を展開し始めた。中には外観やUIが酷似した製品も存在した。
2008年3月、ドコモと富士通は「ソフトバンクモバイルの東芝製端末、821TはらくらくホンIIIに酷似している」として、販売・製造の差し止めを求めて訴えた。
しかし2009年4月、両者は和解。販売差し止めは行われないことになった。なお2010年に富士通は東芝の携帯電話部門を買収する。

### インターネットの利用促進
「らくらくホン」のシリーズ累計台数は2010年6月末時点で1780万台に上った。そこで課題となるのが「ARPU（Average Revenue Per User、ユーザー1人当たりの課金額）の向上」である。当時のドコモはユーザーに自社のインターネットサービスであるiモードを使わせてパケット使用料で儲けるビジネスモデルを取っていたが、「らくらくホン」のユーザーはインターネットにネガティブなイメージを持つシニアユーザーが多く、これで儲けることが難しかった。
2010年発売の「らくらくホン7」では、パケットARPUを向上させるため、ユーザーにWebサイトの利用を促進する機能を盛り込んだ。ボタン一つでらくらくiメニューにアクセスできる「らくらくサイトボタン」を搭載。さらに、らくらくホンシリーズでは初めてiコンシェルにも対応した。シニアユーザーでもiモードであることを意識せずにwebサイトへアクセスさせる、らくらくホンならではの工夫を行った。また、孫からデコメールが送られてきて自分もやってみたいと思ったシニア層の声を受け、デコメールに本格対応した。
フィーチャーフォンとしてのらくらくホンは、2011年まで毎年新機種が発売され、機能の向上が行われた。2012年にはスマホとしてのらくらくホンである「らくらくスマートフォン」が発売され、フィーチャーフォンからスマホに徐々にシフトしていくことになる。
フィーチャーフォンとしてのらくらくホンはその後も数年おきに新機種が発売されている。2016年発売のらくらくホン「F-02J」で第3.9世代移動通信システム(3.9G)に対応し、3Gの停波以降もらくらくホンが使えるようになった。またAndroidベースの「ガラホ」となり、lineなどのアプリも使えるようになった。

### スマホへの進出

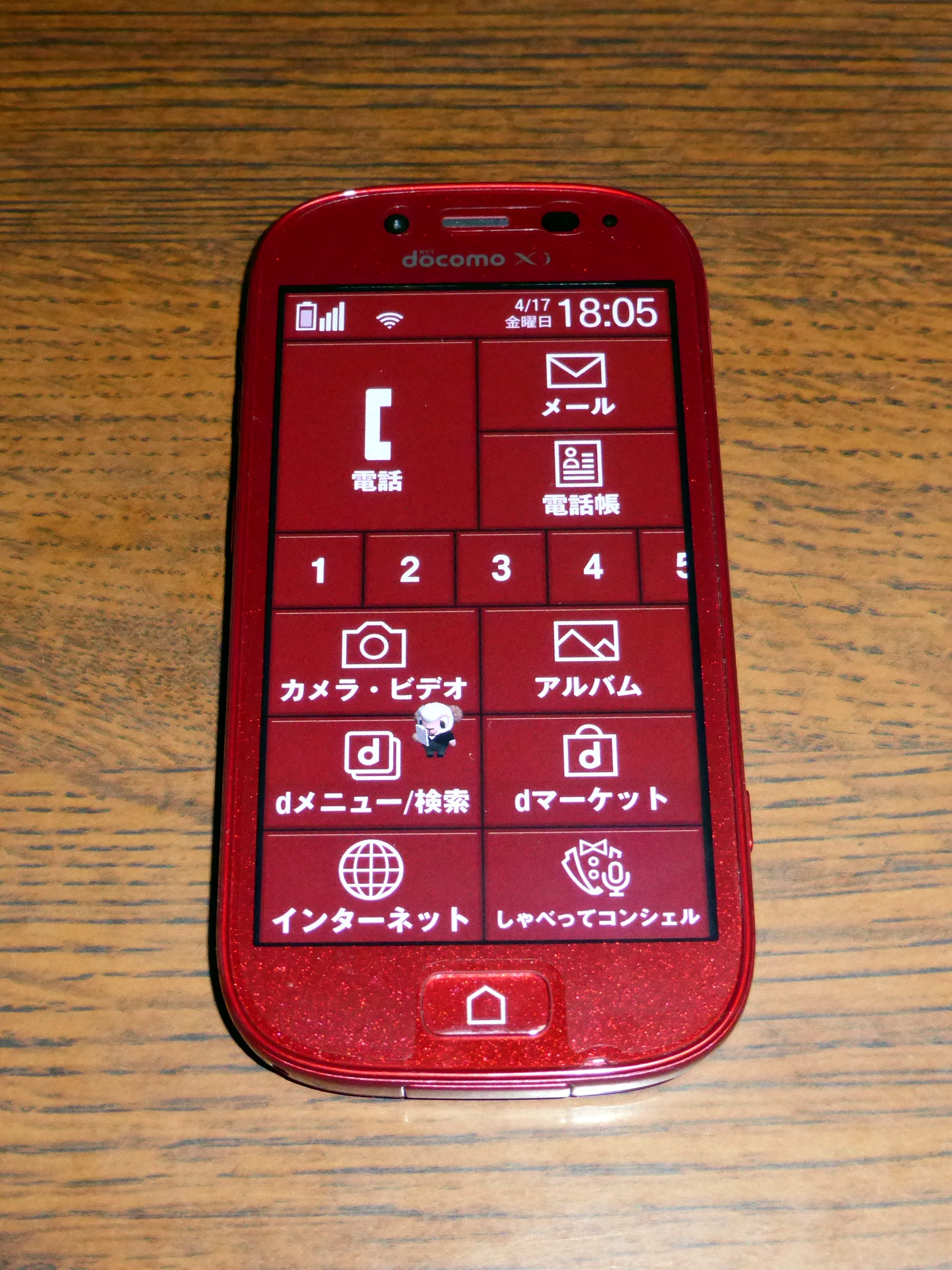
NTTドコモ らくらくスマートフォン3 F-06F（2014年発売）。google社のサービスは利用できないものの、スマホにおいても全てが1画面にまとまった使いやすいUIを採用。

2010年6月、富士通は東芝の携帯電話部門を買収した。2010年当時、富士通は「らくらくホン」を主力として国内向けフィーチャーフォン市場で成功していたため、スマホへの移行やグローバル化に出遅れていた。一方東芝は、売り上げが落ち込んでいたと言っても、スマホへの移行やグローバル化においては富士通より進んでいた。
2012年8月、初代「らくらくスマートフォン」が発売された。2012年当時、スマホの普及率はまだ低かったものの、ITリテラシーが高い人を中心としてスマホの普及が進んでおり、シニア層のユーザーにもスマートフォンのニーズが高まっていた。しかし、一般人にもスマホが理解できるかどうかはまだ不明な時期であった。そのため、AndroidベースのスマホなのにGoogleアカウントを登録する必要がない（つまりGoogleストアからアプリをダウンロードできない）など、思い切ったデザインが設定された。
UIとして、全てのアイコンが1画面にまとまった、大きめの文字とボタンで見やすいメニュー画面が用意された。タッチパネルとして、「押した」という感触があってシニアでもスクロールやタッチがしやすい「らくらくタッチパネル」が採用された。「うっかりタッチサポート」や「おまかせタッチ」といった、押し間違いによる誤操作や誤入力を防ぐ機能も搭載する。本体正面に多数の物理キーがあったフィーチャーフォンとは違い、本製品の正面の物理キーは歴代「らくらくホン」や「らくらくホンベーシック」などでの「終話キー」に近い機能を持つ「ホームボタン」のみとなった。
使い方が解らないとき、ワンタッチでサポートセンターまで電話がつながる「らくらくホンセンター」など、「アプリ」や「検索」と言った概念を理解しなくても使用できる、スマホにおいても最大限シニアに配慮したデザインが採用された。
2013年発売の「らくらくスマホ2」では、dマーケットやスゴ得コンテンツに対応し、ドコモのインターネットサービスが使えるようになった。また、高齢者向けスマートフォンとしてはいち早くLTE（Xi）に対応した。
2014年発売の「らくらくスマートフォン プレミアム」F-09Eでは、「らくらくスマホ」でもGoogle Playが使いたいというユーザーの声にこたえる形で、「らくらくスマートフォン2」と同一の機種をベースとしながらGoogle Playに対応した。最初は売れたものの、その後は苦戦した。

### 海外展開の構想
2012年当時、日本の携帯電話メーカーの国外展開が課題となっていた。富士通の一般向けスマホ「ARROWS」は、国内では売れ行きが好調だったものの、海外ではブランド力も性能も価格競争力もないため、全く相手にされなかった。しかもARROWSは、チップセットの不足による品薄と、品質問題のため、国内でも躓きつつあった。そのため富士通は、「らくらくホン」で国外進出を試みた。
また、ドコモも「らくらくホン」が特徴的な優位点があるものと考え、海外オペレータでの採用を図っていた。
その第1弾として、2013年6月にはF-12Dをベースにした「STYLISTIC S01」をフランスのOrange S.A.に供給開始。2013年6月より、比較的富裕層の高齢者が多い地域に絞って販売を始めたところ、評判がよく、同年10月からは取扱エリアがフランス全土の250店舗にまで拡大した。
海外市場におけるコンシューマ向けシニア向け端末の展開に手ごたえを感じた富士通は、まずはOrangeグループ（当時世界33か国に約1.7億契約）を起点に展開し、今後はOrangeの入っていない国にも供給先を拡大する方針としていた。評判は良かったものの、日本のスマホ教室（ドコモショップで高齢者にらくらくホンの講習を行い、同時にらくらくホンを売る）やらくらくホンセンター（ドコモがやっているサポートで、らくらくホンで解らないことがあった時に電話したら教えてくれる）などをOrangeで展開するわけにいかず、販売は難しかった。2014年秋に次世代機の発売を予定していたが、発売されなかった。
そもそも、arrowsの躓きにより富士通モバイル部門の主力製品となった「らくらくホン」は、累計3000万人のシニアユーザーを抱える富士通のノウハウが注ぎ込まれているとは言え、ドコモの商品であり、海外どころか日本でもドコモでしか販売できなかった。

### その後
2015年発売の「らくらくスマートフォン3」では、2015年7月実施のソフトウェアアップデートにてVoLTEに対応し、通信サービス面での強化が図られた。
2022年発売の「らくらくスマートフォン」 F-52Bでは5Gに対応した。富士通グループから独立したFCNTとしては最初の「らくらくホン」となったが、「らくらくホン」を開発するFCNTは2023年5月に破綻したため、FCNTとしては最後の、そして日本製としても最後の「らくらくホン」となった。

### SNSサービスの展開
富士通は端末事業と同時にコミュニティーサービスを重視しており、2012年8月、「らくらくスマホ」ユーザーのシニア向けに"あんしん"なSNSサービス「らくらくコミュニティ」のサービスを開始した。「らくらくコミュニティ」はFCNTが破綻した2023年5月時点で250万人以上のユーザーを抱えた。

### レノボに承継
2023年5月30日、「らくらくホン」を展開するFCNTグループが約1432億円の負債を抱えて破綻。FCNTグループの製造部門であるジャパン・イーエム・ソリューションズ（JEMS）は京セラ連合が支援を表明し、事業を継続したが、FCNTグループの開発・販売部門であるFCNTはスポンサーが現れず、即日事業を停止した。
2023年6月、携帯電話大手・モトローラを傘下に持つ中国のパソコン大手・聯想グループ（レノボ）がFCNTの支援を表明。FCNTは2023年10月1日付でレノボ傘下の合同会社として事業を再開した。「らくらくホン」シリーズのサポートが再開されると同時に、FCNTが提供する「らくらくコミュニティ」などのサービスも承継された。
2024年2月、これまでJEMS（兵庫県加東市）に委託されていた「らくらくホン」の製造が、レノボ傘下の中国国内工場に移管されることを発表。
同年に入りY!mobile向け端末やMVNO・家電量販店・ECサイトで扱うSIMフリー端末が順次発売され、販売経路が拡大された（SIMフリー端末についてはNTTドコモやUQ mobileでも取り扱われる）。

## 年表
- 1999年10月27日: らくらくホンシリーズの初代製品 P601esが発売。
- 2004年9月4日: FOMAらくらくホンが発売。
- 2005年7月: らくらくホンシリーズの累計販売台数が全国で553万台を突破
- 2005年8月19日: らくらくiメニューが開設。
- 2005年12月16日: らくらくホンシンプルが発売。
- 2007年4月13日: らくらくホンベーシックが発売。
- 2007年4月22日: らくらくホンシリーズの累計販売台数が全国で1,000万台を突破。
- 2008年4月14日: らくらくホンプレミアムが発売。
- 2009年3月: らくらくホンシリーズの累計販売台数が全国で1,500万台を突破。
- 2011年7月18日: らくらくホンシリーズの累計販売台数が全国で2,000万台を突破。
- 2012年5月16日: シリーズ初のスマートフォンモデルになる、らくらくスマートフォン(F-12D)の開発を発表。
- 2013年5月15日: シリーズ初のXi対応モデルになる、らくらくスマートフォン2(F-08E)の開発を発表。
- 2013年7月23日: らくらくスマートフォン2をベースにROM容量を16GBに増量し、Google Playやテザリングに対応させたらくらくスマートフォン プレミアム(F-09E)の開発を発表。

## 製品
特記以外は全て富士通→FCNT製。

### らくらくホン
| 型番     | 愛称                      | 発売日            | 備考                            |
| mova     | mova                      | mova              | mova                            |
| -------- | ------------------------- | ----------------- | ------------------------------- |
| P601es   | らくらくホン              | 1999年10月27日    | 松下通信工業製、P207がベース    |
| F671i    | らくらくホンII            | 2001年9月1日      | F502iを基本設計にしたムーバ機   |
| F671iS   | らくらくホンIIS           | 2002年9月6日      | 基本的にはF671iの折り畳みタイプ |
| F672i    | らくらくホンIII           | 2003年9月5日      |                                 |
| FOMA     |                           |                   |                                 |
| F880iES  | FOMAらくらくホン          | 2004年9月4日      |                                 |
| F881iES  | FOMAらくらくホンII        | 2005年8月19日     |                                 |
| D880SS   | らくらくホン シンプル     | 2005年12月16日    | 三菱電機製、通話特化型          |
| F882iES  | FOMAらくらくホンIII       | 2006年9月1日      |                                 |
| F883i    | らくらくホン ベーシック   | 2007年4月13日     | FOMAプラスエリア対応            |
| F883iES  | らくらくホンIV            | 2007年8月17日     |                                 |
| F884i    | らくらくホン プレミアム   | 2008年4月14日     | F905iをベースにした高機能型     |
| F883iESS | らくらくホンIVS           | 2008年4月17日     |                                 |
| F883iS   | らくらくホン ベーシックS  | 2008年5月19日     |                                 |
| F884iES  | らくらくホンV             | 2008年8月1日      |                                 |
| F-07A    | らくらくホン ベーシックII | 2009年4月9日      |                                 |
| F-10A    | らくらくホン6             | 2009年8月7日      |                                 |
| F-09B    | らくらくホン7             | 2010年7月23日     |                                 |
| F-08C    | らくらくホン ベーシック3  | 2011年4月22日     |                                 |
| F-08F    | らくらくホン8             | 2014年9月12日     |                                 |
| F-01G    | らくらくホン ベーシック4  | 2014年10月4日     |                                 |
| Xi       |                           |                   |                                 |
| F-02J    | らくらくホン F-02J        | 2016年12月14日    | いわゆるガラホ                  |
| F-01M    | らくらくホン F-01M        | 2019年11月22日    | いわゆるガラホ                  |
| F-41F    | らくらくホン F-41F        | 2025年8月発売予定 | いわゆるガラホ                  |

### らくらくスマートフォン
| 型番         | 愛称                              | 発売日                                                                           | 備考                               |
| FOMA         | FOMA                              | FOMA                                                                             | FOMA                               |
| ------------ | --------------------------------- | -------------------------------------------------------------------------------- | ---------------------------------- |
| F-12D        | らくらくスマートフォン            | 2012年8月1日                                                                     | ARROWS Me F-11Dがベース            |
| Xi           |                                   |                                                                                  |                                    |
| F-08E        | らくらくスマートフォン2           | 2013年8月16日                                                                    | ARROWS NX F-06Eがベース            |
| F-09E        | らくらくスマートフォン プレミアム | 2013年10月4日                                                                    | Google Playに対応した高機能型      |
| F-06F        | らくらくスマートフォン3           | 2014年7月26日                                                                    |                                    |
| F-04J        | らくらくスマートフォン4           | 2017年2月10日                                                                    |                                    |
| F-03K        | らくらくスマートフォン me F-03K   | 2018年2月28日                                                                    |                                    |
| F-01L        | らくらくスマートフォン me F-01L   | 2019年2月15日                                                                    |                                    |
| F-42A        | らくらくスマートフォン F-42A      | 2020年9月23日                                                                    |                                    |
| 5G           |                                   |                                                                                  |                                    |
| F-52B        | らくらくスマートフォン F-52B      | 2022年2月24日                                                                    | 富士通完全撤退後初のらくらくホン   |
| F-53E        | らくらくスマートフォン F-53E      | 2025年1月30日                                                                    |                                    |
| Y!mobile向け |                                   |                                                                                  |                                    |
| A401FC       | らくらくスマートフォン a          | 2024年11月7日                                                                    | 国内向けでは初のドコモ以外向け端末 |
| SIMフリー    |                                   |                                                                                  |                                    |
| MR01         | らくらくスマートフォン Lite       | 2024年12月2日（NTTドコモ） 2024年12月6日（SIMフリー） 2025年2月27日（UQ mobile） | SIMフリー端末                      |

### カテゴリー
ドコモは2008年11月から「新ドコモ宣言」と称し、従来とは異なる4つの新しいコンセプトシリーズに端末体系を移行させたが、らくらくホンはdocomo らくらくホン シリーズという名称で、これらとは別個の単独シリーズとして販売されていた。また、以降は新たにグリーンのイメージカラーが付けられていた。
2013年にはドコモのラインナップ見直しによりドコモ らくらくホンにシリーズ名が変更された。
2022年2月には京セラがドコモ向けにシニア向けスマホの「あんしんスマホ」（KY-51B）を発売したことにより、ドコモ らくらくホン・あんしんスマホのカテゴリーとなった。

## らくらくiメニュー
らくらくiメニュー（らくらくアイメニュー）は、らくらくホン専用のiメニュー。2005年8月19日に開設したサービス。
NTTドコモがターゲットである高齢者層のiモード利用を促すべく、その層の好みとするジャンルを厳選して提供しているもの。